# Fuerzas policiales de Alemania

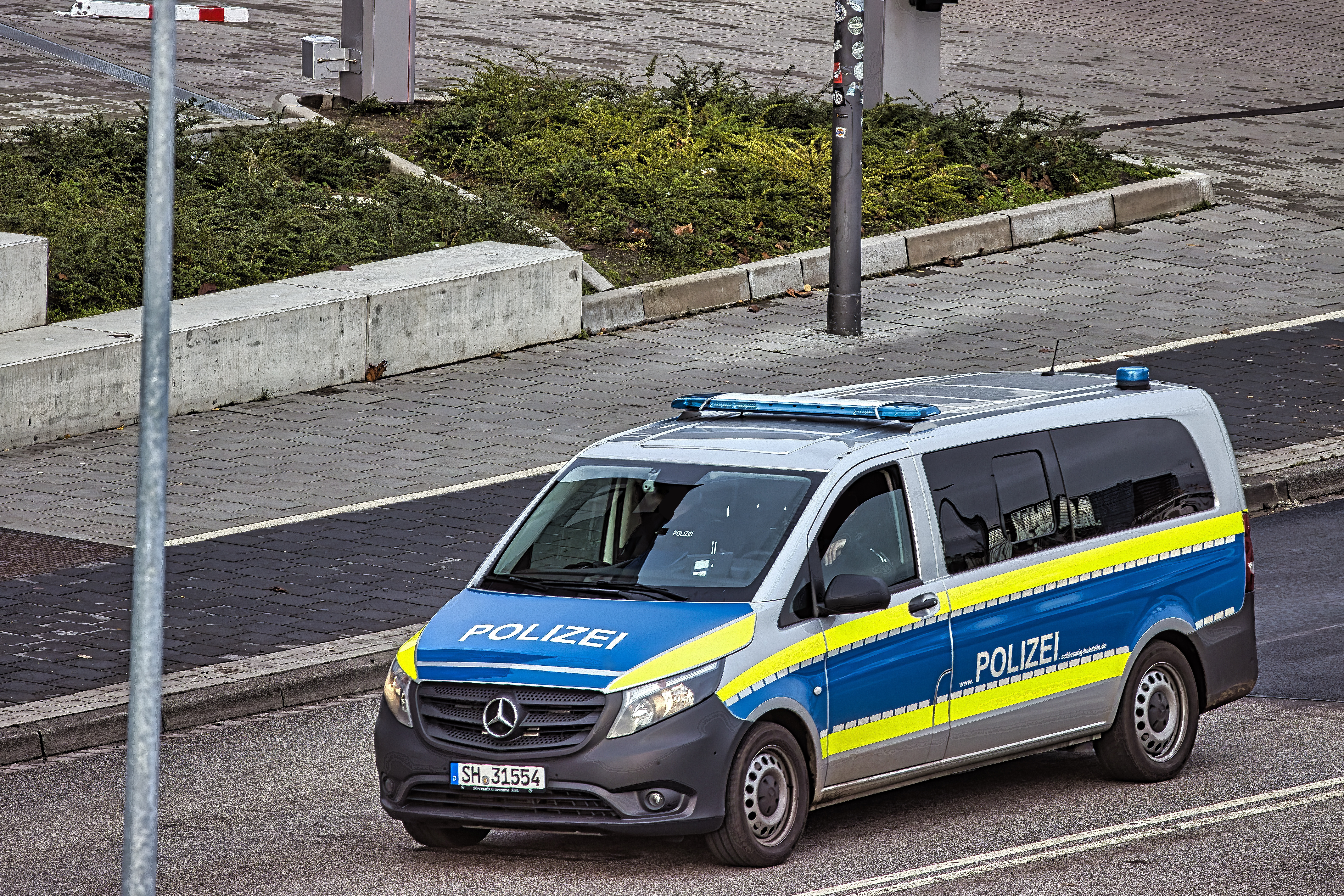
Carro patrulla de la Policía estatal de Schleswig-Holstein

Las Fuerzas policiales de Alemania (Polizei) se dividen entre los diferentes niveles del federalismo: el nivel federal (Bund), nivel estatal (Land) y el nivel local (Kommunen). Sin embargo, la Constitución alemana otorga más poder a los estados en el ámbito de aplicación de la ley sólo con misiones específicas de carácter nacional e internacional que se asigne a la federación, y de carácter local a los Kommunen..

## Agencias federales

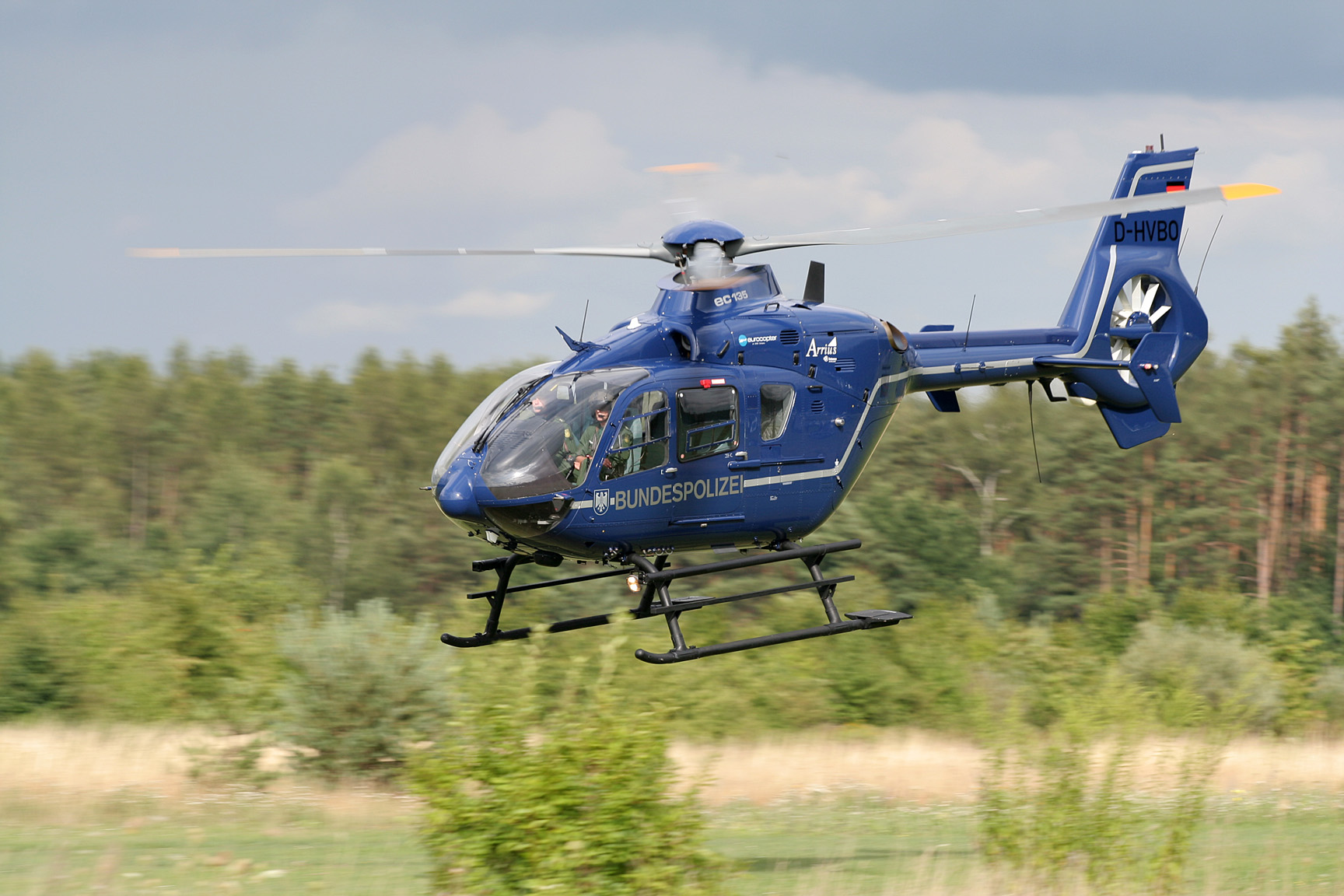
Helicóptero de la policia federal alemana

Hay varias agencias de la Policía federal en Alemania: La Oficina Federal de Investigación y la Policía Federal que ambos entran en el Ministerio Federal del Interior. La Guardia Costera Federal Alemana, conocida como la Küstenwache, es tanto un servicio civil y un organismo de aplicación de la ley, que contará con dos oficiales de policía y civiles de los diversos organismos federales alemanes relacionados con la administración marítima. Finalmente, la Policía del Parlamento Federal Alemán, protege el Bundestag.

### Policía Criminal Federal
La Oficina Federal de Investigación Criminal (Bundeskriminalamt, BKA) es la agencia nacional de investigación de Alemania, y coordina la aplicación de la ley, en cooperación con las oficinas de investigación criminal de los estados federados de Alemania (conocidas como Landeskriminalamt) y llevar a cabo investigaciones en delitos graves, especialmente cuando se trata de otros países.

### Policía Federal
En mayo de 2005, la Bundesgrenzschutz (Guardia Fronteriza Federal Alemana) fue rebautizada como Bundespolizei (Policía Federal) a fin de reflejar las nuevas responsabilidades de la seguridad interna que combinan la aplicación de la ley y de inteligencia. La organización no sólo es responsable de proteger el sistema ferroviario del país, los aeropuertos y las fronteras, sino que también participa en las misiones de paz de las Naciones Unidas y apoya las actividades de inteligencia.
El GSG 9 es una unidad especial de la policía federal que se creó para luchar contra incidentes de rehenes, asesinatos y el crimen organizado. El ex Ministro de Relaciones Exteriores alemán Hans-Dietrich Genscher estableció la unidad después del ataque terrorista contra los atletas israelíes en los Juegos Olímpicos de 1972 en Múnich.

### Policía del Parlamento Alemán
De acuerdo a la constitución germana, el presidente del Parlamento alemán posee poderes policiales sobre el edificio del mismo, y sobre cualquier otro lugar en el cual se reúnan los miembros del mismo. Estos son ejercidos a través de la Policía del Parlamento Federal Alemán.

## Agencias estatales

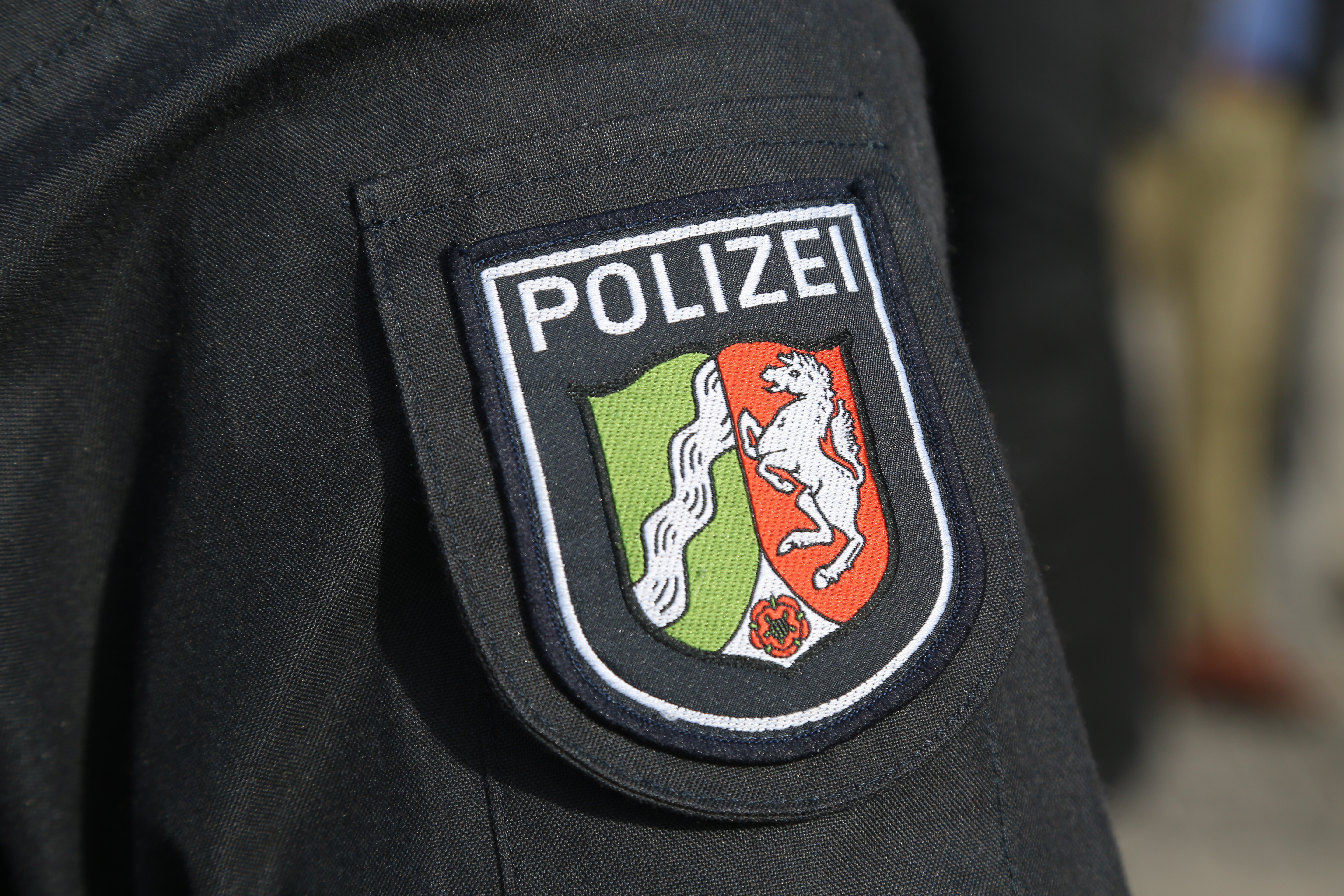
Distintivo de la Policía estatal de Renania del Norte-Westfalia

Los Estados alemanes son responsables de la gestión de la mayor parte de las fuerzas policiales de Alemania.

### Landespolizei
Cada estado tiene su propia fuerza de policía conocida como la Landespolizei (Policía Estatal). Cada estado tiene un código que establece la organización y funciones de su policía. La idea de crear un código de policía única para el conjunto de Alemania (allgemeines Polizeigesetz) surgió en la década de 1960 pero nunca fue aprobada. A pesar de los uniformes y sistemas de color del vehículo son similares en toda Alemania, las fuerzas de policía están estructurados de forma ligeramente diferente en cada estado. Por ejemplo, la Kriminalpolizei (rama de investigación, a veces acortado como Kripo) son parte de la fuerza policial ordinaria en algunos estados y organizaciones independientes en otros.

### Schutzpolizei

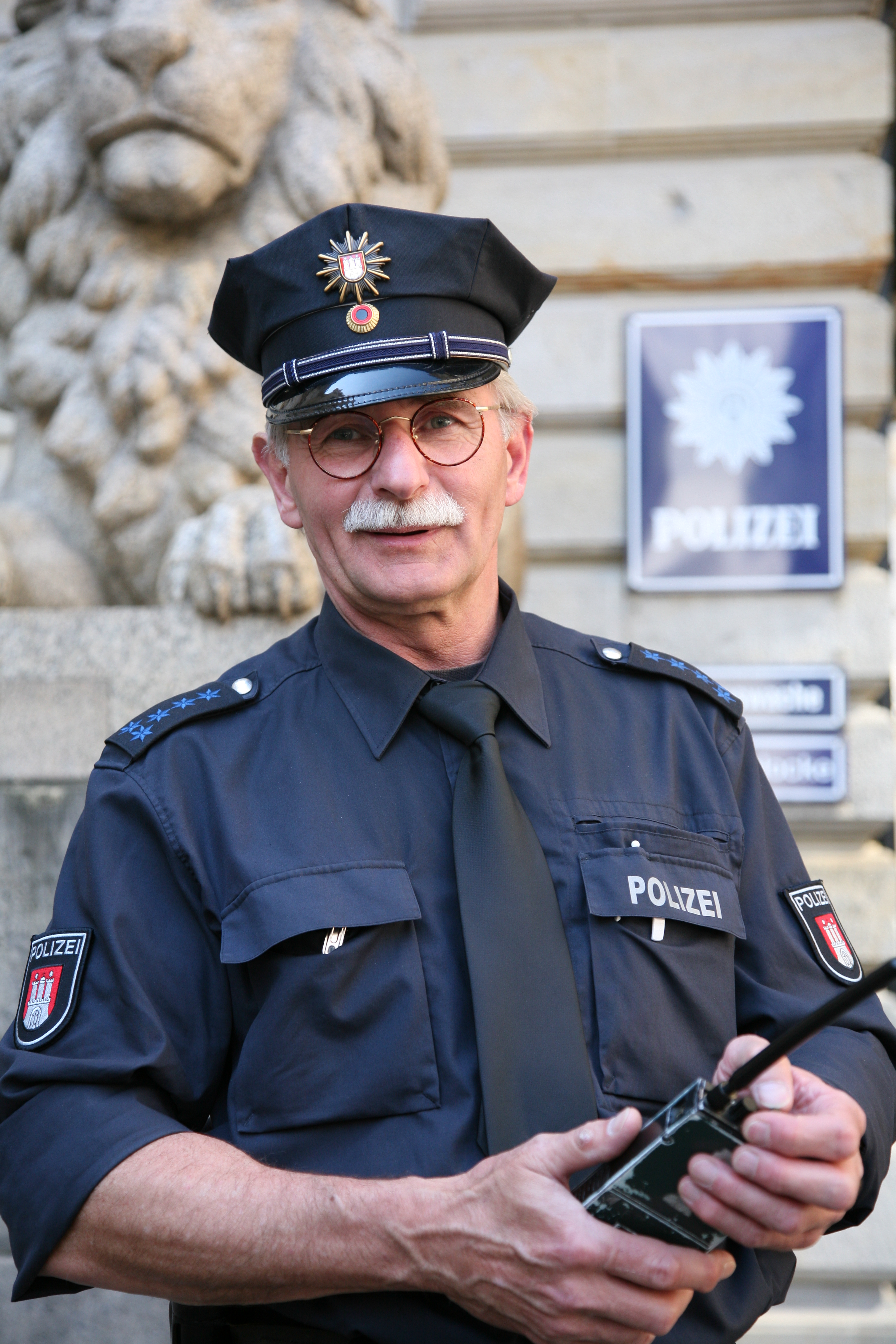
Oficial de la Schutzpolizei de Hamburgo.

La Schutzpolizei o "Schupo", es una ramificación de la Landespolizei, la policía de los estados alemanes. Schutzpolizei significa literalmente "policía de seguridad" o "policía de protección", aunque suele traducirse como "policía uniformada". Generalmente la Schutzpolizei dispone del mayor número de personal, el cual está en servicio las 24 horas del día y que además cuenta con una amplia gama de funciones. Al igual que en muchos otros países, la policía uniformada alemana suele ser la primera en llegar a la escena de un incidente, ya se trate de un asesinato o de un accidente de tráfico. También se hacen cargo de la acción inicial, posteriormente el caso es entregado a los investigadores de la Kriminalpolizei, (Kripo).

## Vigilancia del vecindario
Muchos estados alemanes tienen programas de vigilancia del vecindario:
- Baviera ha creado un sistema de patrullas de ciudadanos (Sicherheitswacht) donde equipos desarmados de dos voluntarios patrullan las áreas asignadas para mejorar la seguridad. Estos equipos tienen un radio para pedir ayuda si es necesario un brazalete blanco y negro con las letras identificando como una patrulla de vigilancia del vecindario.

- Los ciudadanos en Baden-Württemberg, pueden participar en el programa de voluntariado de la Policía, donde aprox. 1.200 ciudadanos voluntariamente ayudan a la policía local en 20 ciudades. Estos voluntarios están entrenados especialmente, usan uniformes y están armados. Su tarea principal es la prevención del delito: la realización de patrullas a pie para disuadir a la delincuencia de la calle, cerca de las escuelas y jardines de infancia y mantienen el contacto con posibles víctimas de la delincuencia común y la delincuencia juvenil.

- Los ciudadanos en Hesse también participan en un programa de voluntariado de Policía, donde algunos ciudadanos voluntariamente han ayudado a la policía local. Los voluntarios son entrenados durante 50 horas, reciben un uniforme azul, aerosol de pimienta y un teléfono móvil. Su tarea principal es la prevención del delito: la realización de patrullas a pie para disuadir a la delincuencia de la calle, patrullaje cerca de las escuelas y jardines de infancia y mantener el contacto con posibles víctimas de la delincuencia común y la delincuencia juvenil. La gente también puede unirse a la Wachpolizei las competencias que tienen son menores (y pagan menos) que la policía regular para realizar tareas básicas como la policía de tráfico o tareas de guardia, la liberación de agentes de patrulla ordinaria de trabajo.

## Equipamiento

### Transporte

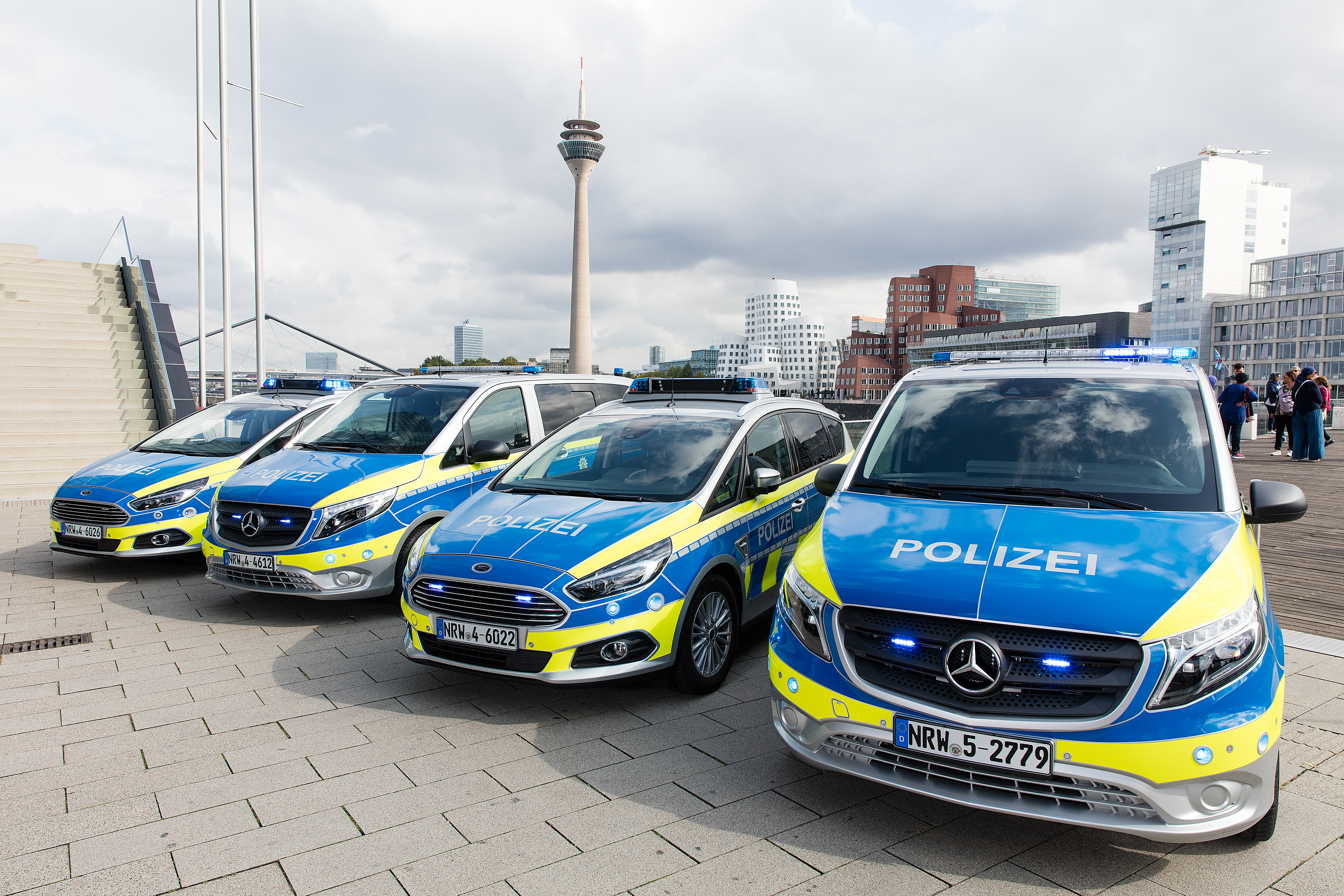
Carros patrullas de la Policía estatal de Renania del Norte-Westfalia

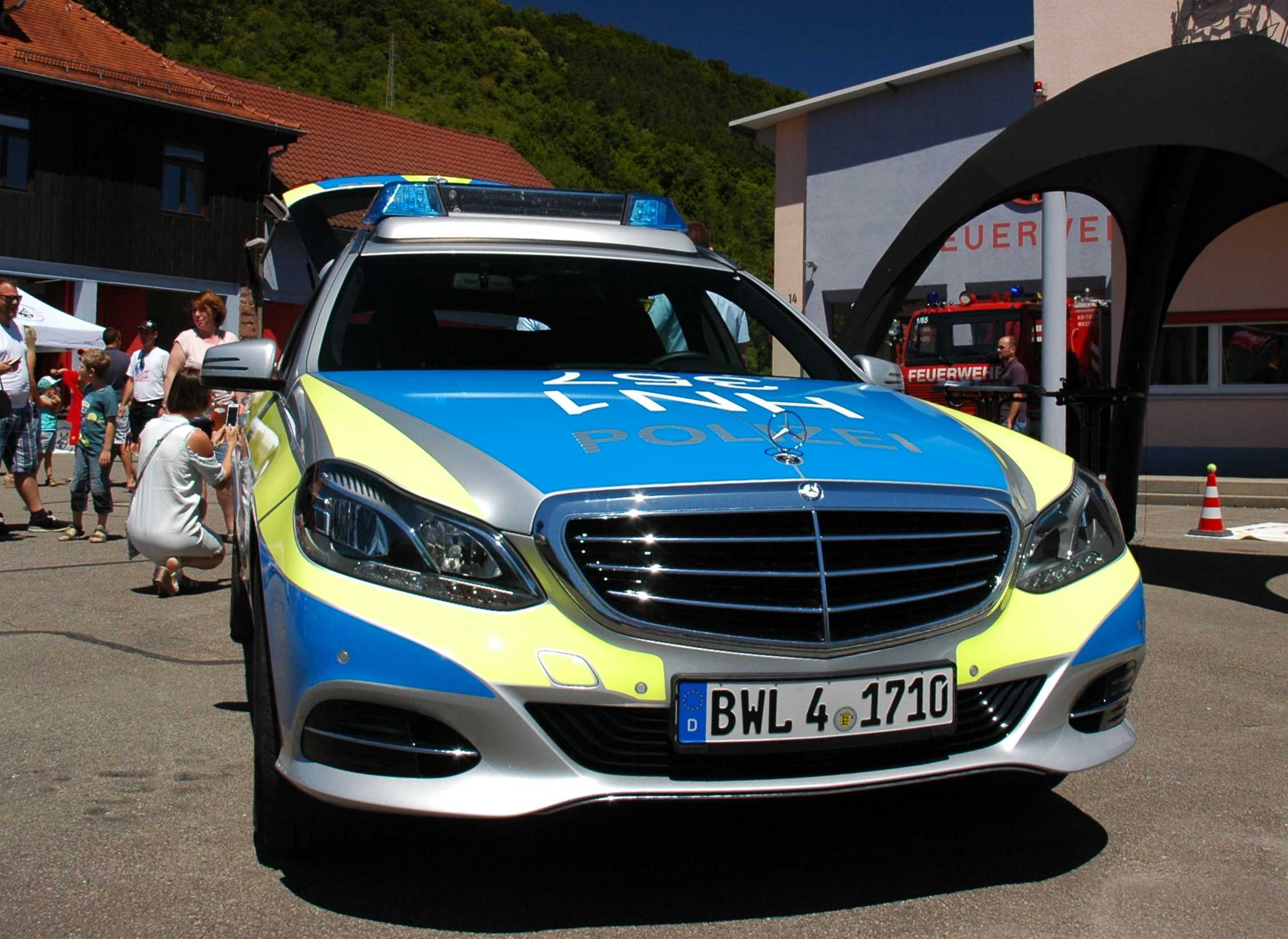
Carro patrulla de la Policía estatal de Baden-Wurtemberg

La policía alemana suelen utilizar automóviles de fabricantes alemanes. Mercedes-Benz, Volkswagen, Audi, Opel y BMW son comúnmente utilizados como coches patrulla (Streifenwagen). Los Estados prefieren utilizar para los vehículos fabricados en o cerca de los respectivos Estados. Sin embargo, con la mayoría de los estados de arrendamiento financiero en lugar de comprar sus vehículos, ya la luz de las normas comunitarias sobre la licitación del contrato, los Estados tienen menos latitud en la elección de qué fabricante proporcionará a sus coches patrulla que lo hicieron.
En el Sarre, que está adyacente e históricamente ligado a Francia, los vehículos de las empresas francesas, así como Ford europeos se utilizan como vehículos de la policía. La Policía del Estado de Baviera usa principalmente vehículos BMW y Audi, ya que ambas empresas tienen su sede en Baviera (BMW en Múnich y Audi en Ingolstadt). En los estados orientales de Alemania, la mayoría de Volkswagens están en uso (Volkswagen tiene su sede en Wolfsburg, cerca de los estados del este). La policía de Hesse prefiere coches Opel (La marca de General Motors-Opel tiene su sede en Rüsselsheim cerca de Fráncfort del Meno en Hessen). Baden-Württemberg usa principalmente las marcas Mercedes-Benz, Porsche y Volkswagen para su fuerza de policía.
Antes de la reforma de la policía a mediados de la década de 1970, Alemania había muchas fuerzas de policía de la ciudad y cada uno tenía sus propios colores de coche de la policía. Azul oscuro, verde oscuro y blanco eran los colores populares. Sin embargo, los colores oscuros se percibe como una desventaja, ya que muchos accidentes se produjo en la noche durante persecuciones de alta velocidad. 
Por lo tanto, la Conferencia de Ministros del Interior decidió, sobre la normalización libreas coche de la policía para que los coches no apareció en peligro y podría ser fácilmente visible por la noche. Y así, de color verde brillante y el blanco eran los colores asociados con los vehículos de la policía en Alemania desde la década de 1970. Más recientemente, la policía ha cambiado a los coches y furgonetas de plata en lugar de los blancos, ya que eran más fáciles de vender que los blancos, cuando su servicio de policía había terminado. Ahora, la mayoría de los estados tienen azul claro en lugar de rayas verdes, pero los vagones pintados con la librea de edad todavía se puede ver (en abril de 2008).
En estos días, las fuerzas de la policía alemana en general, arriendan coches patrulla de un fabricante, por lo general por un período de tres años. La compañía de arrendamiento marcas de los coches patrulla mediante láminas de plástico con que refleja las tiras de las fronteras en lugar de la pintura de ellos. Las bandas se eliminan cuando los coches que se venden al público el estándar de plata de los coches usados cuando el contrato de arrendamiento se termina.

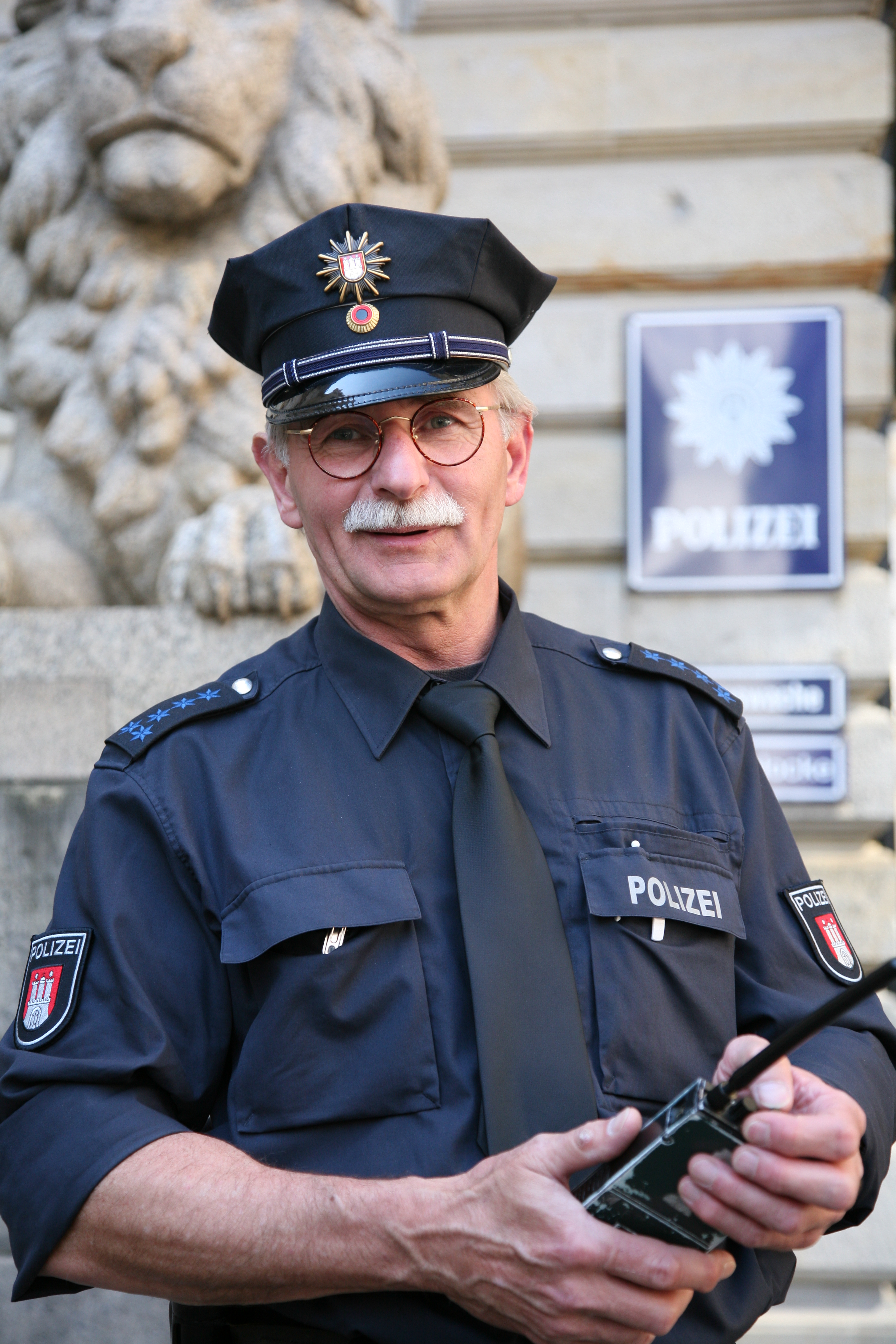
Uniforme como se usa en Hamburgo, Schleswig-Holstein, Baja sajonia, Mecklemburgo-Pomerania Occidental y Turingia

### Uniformes
Como la mayoría de los países europeos, todas las fuerzas policiales estatales alemanas (alemán: Landespolizei) y la policía federal (alemán: Bundespolizei) han cambiado a uniformes azules para ajustarse a la imagen azul común de la mayoría de las fuerzas policiales en Europa. En consonancia con los uniformes, los vehículos policiales y diversos elementos del equipo también cambiaron el color a azul. Aunque hay 16 estados, actualmente solo se utilizan seis tipos de uniformes de policía estatal, porque muchos estados cooperan en el diseño y suministro de los uniformes de policía.